# Cândido da Costa Aragão
Cândido da Costa Aragão (João Pessoa, 4 de setembro de 1907 – Rio de Janeiro, 1 de novembro de 1998) foi um oficial general da Marinha do Brasil. Foi o único militar na história da Marinha do Brasil a alcançar o almirantado tendo começado sua carreira como praça.

## Carreira
De família pobre, era filho de Manuel Virgílio Aragão e de Maria da Costa Aragão, iniciou a carreira militar em 1926 como soldado fuzileiro-naval. Passando por todas as graduações militares, de cabo a primeiro sargento, foi promovido a segundo tenente em 1932. Já como oficial serviu em Santa Catarina, na fortaleza de Anhatomirim, fez curso de instrutor na Escola de Educação Física do Exército, comandou a 1ª Companhia Regional da cidade de Ladário, foi instrutor de aspirantes e realizou o curso de infantaria, também, no Exército Brasileiro.
Durante a II Guerra Mundial, em 1944, foi designado como comandante militar da Ilha de Trindade.
No final dos anos 40, as suas posições políticas, de caráter nacionalista, desestabilizaram a sua carreira militar, sendo reformado em 1949 como capitão de fragata. Recorrendo à Justiça, em 1955, contra o ato da reforma que considerou injusto, obteve decisão favorável do Tribunal Federal de Recursos e, em consequência, a promoção ao posto de capitão de mar e guerra.
No governo de Juscelino Kubitschek, em abril de 1960, recebeu a sua primeira promoção a oficial general, contra-almirante fuzileiro naval e em outubro de 1963 foi alçado ao posto de vice-almirante, pelo presidente João Goulart.
Em dezembro do mesmo ano foi nomeado comandante-geral do Corpo de Fuzileiros Navais. Isto causou revolta entre oficiais da Marinha que assinaram um dossiê contra sua nomeação, todos os trinta envolvidos foram presos por determinação do chefe do Estado Maior da Marinha, almirante José Luís da Silva Júnior.

## Posicionamento contrário ao golpe de 1964
No comando da sua corporação o Almirante Aragão destacou-se pelo apoio ao Presidente João Goulart. O almirante propugnava pela implantação das chamadas “reformas de base”.
Em vários momentos da ebulição política, resultante da resistência de vários segmentos civis e militares aos projetos do governo, esteve presente ao lado do chefe da nação, como no Comício pelas Reformas, em 13 de março de 1964, ou na noite de 25, quando discursou perante dois mil praças da Marinha e do Corpo de Fuzileiros Navais reunidos no Sindicato dos Metalúrgicos em apoio ao decreto presidencial que encampava as refinarias particulares de petróleo.
Um movimento de marinheiros ocorrido no mesmo sindicato, iniciado no dia seguinte, provocou a prisão do Almirante Aragão e sua destituição do comando por ordem do ministro da Marinha, mas por pouco tempo. Reconduzido ao comando, dias depois, permaneceu fiel ao Governo João Goulart e decidido a resistir ao golpe militar de 1964 que depôs o Presidente Goulart.
Ficou conhecido como  o Almirante do Povo, pelo seu engajamento nas causas sociais.

## As perseguições políticas
Após a vitória dos interventores, Aragão foi conduzido preso à Fortaleza da Laje, permanecendo incomunicável pelo período de quatro meses. Foi torturado na prisão, perdendo um dos olhos.
Transferido para a reserva por ato punitivo do governo da ditadura, teve os seus direitos políticos cassados por dez anos. Beneficiado por um habeas-corpus concedido pelo Superior Tribunal Militar, asilou-se no Uruguai.
Nesse país liderou a Resistência Armada Nacionalista, grupo de ex-militares brasileiros criado em maio de 1966 sob a designação de Movimento de Resistência Militar Nacionalista – MRMN, com objetivo de retomar o poder no Brasil por meio da revolução armada.
Retornou ao Brasil em 1979, já vigente a Lei da Anistia, o que não impediu que os militares o prendessem por 49 dias. Em 1981, foi absolvido pela Justiça de todas as acusações contra ele formuladas durante o período de exceção.

## Homenagem póstuma
Pelo Decreto nº 25.436, de 31 de maio de 2005, do Prefeito da Cidade do Rio de Janeiro, um logradouro da Barra da Tijuca recebeu a denominação de Rua Cândido da Costa Aragão.